# Isaac Butt
Pour les articles homonymes, voir Butt.
Isaac Butt (né le 6 septembre 1813 et mort le 5 mai 1879) est homme politique protestant irlandais, député à la Chambre des communes du Royaume-Uni de Grande-Bretagne et d'Irlande. Il exerce la profession d'avocat à Dublin et est de confession protestante
Isaac Butt est un conservateur « à l'éloquence classique et aux manières douces » converti à un nationalisme irlandais mesuré et persuadé, en tant qu'Irlandais, que « le véritable remède aux maux de l'Irlande est d'établir un Parlement irlandais avec pleins pouvoirs, pour administrer nos affaires domestiques ». Dans ce cadre, il fut le fondateur et le premier leader de nombreuses organisations et partis politiques comme l'Irish Metropolitan Conservative Society en 1836, le Home Government Association en 1870 et en 1873 la Home Rule League.